# Jupiter-C

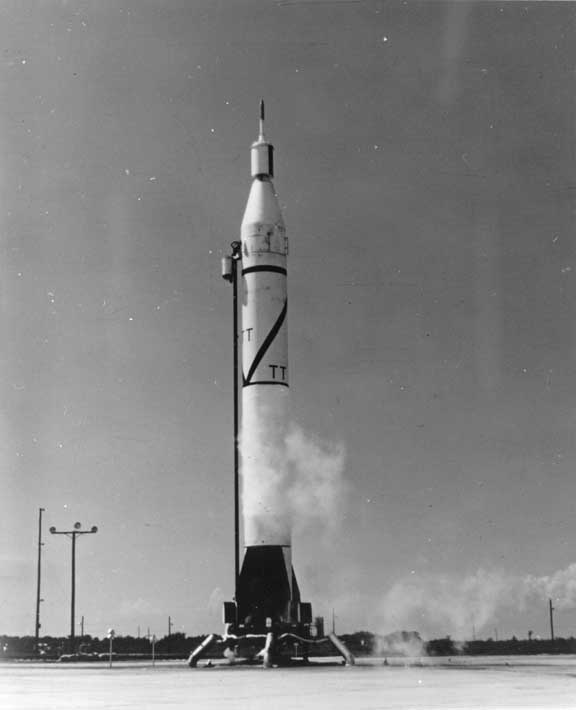
Lancering Jupiter-C, foto: NASA

De Jupiter-C raket werd ontworpen door de Army Ballistic Missile Agency (ABMA), onder leiding van Wernher von Braun, voor het onderzoeken van hoe de laatste trap zich zou houden bij terugkeer in de atmosfeer. 
Het ontwerp van deze viertrapsraket was gebaseerd op de Redstone ballistische raket en daarmee een afgeleide van de V-2.
De eerste lancering vond plaats op 20 september 1956 vanaf Cape Canaveral. Een vracht van 39 kg inclusief een 14 kg wegende dummy van een kunstmatige satelliet werd tot een hoogte van 1100 km gebracht met een maximale snelheid van 7 km/s. De raket had een bereik van 5300 km.
Hoewel de Jupiter-C werd ontwikkeld door de ABMA, en dus eigenlijk voor militair gebruik was, werd de eerste Amerikaanse satelliet, de Explorer 1 op 1 februari 1958 met behulp van dit type raket in een baan om de Aarde gebracht. Het besluit voor het gebruik van de Jupiter-C werd genomen nadat de Sovjet-Unie de Spoetnik in een baan om de Aarde had gebracht en de Amerikaanse poging dat te evenaren met een Vanguard-raket was mislukt.
In totaal zijn er tussen 1956 en 1958 negen Jupiter-C's met wisselend succes gelanceerd.

## Technische gegevens
De lengte van de Jupiter-C bedroeg 17,7 meter en hij had een diameter van 2,7 meter. De totale massa van de raket bij de lancering van de Explorer 1 bedroeg ruim 29.000 kg. De eerste trap had 28.400 kg massa en werd gevoed door vloeibare zuurstof en als brandstof Hydyne, een mengsel van 60 procent asymmetrische dimethylhydrazine en 40 procent di-ethyleentriamine. De eerste trap gaf 155 seconden voortstuwing.
De tweede, derde en vierde trap hadden ieder als vaste brandstof aluminiumpolysulfide en ammoniumperchloraat.
De tweede trap woog 460 kg en gaf 6,5 seconden voortstuwing. De derde trap had een massa van 130 kg en zorgde voor dezelfde voortstuwing van 6,5 seconden. De laatste trap had een massa van 36 kg, waarvan 14 kg vracht.

## Serienummers
Om de productie-aantallen voor de Sovjets te verbergen werd voor de Jupiter- en Juno-raketten een geheime serienummercode gebruikt. De letters van de stad "Huntsville" waar de raketten werden geproduceerd voor de cijfers 1 t/m 9. De beide letters "L" telden als "8". De Juno I (afgeleid van de Jupiter-C) die op het Kennedy Space Center staat tentoongesteld met de code UE heeft dus serienummer 29.